# Гекони
Гекони, мацаклини, губавице (Gekkonidae) је фамилија гуштера која обухвата животиње веома малог раста (спадају у најситније гмизавце) са релативно крупним главеним регионом. Очи су крупне са сраслим, провидним капцима и вертикалном зеницом. Тело им је покривено кожом која има гранулисан изглед. Углавном су арбореалне, ноћне животиње које претежно насељавају тропске и суптропске пределе. Веома се карактеристично, цвркутаво оглашавају, производећи нешто налик на гек-гек, што их разликује од осталих гмизаваца и по чему је фамилија добила име. У топлијим пределима су се прилагодили животу у људским насељима, као домаће и корисне животиње јер се хране инсектима, укључујући и комарце. Могу да се пењу уз глатке површине (зидове, стене) захваљујући израштајима на прстима који носе структуре сличне длакама (setae). У народу постоји погрешно веровање да су отровни јер имају крљушти које су веома ситне и брадавичасте. Углавном су овипарне животиње (носе јаја), мада има и вивипарних (рађају живе младунце) као и партеногенетских врста.